# Бречиця
Бре́чиця — річка в Україні, у Корюківському й Сновському районах Чернігівської області. Права притока Бречі (басейн Дніпра).

## Опис
Довжина річки 22 км., похил річки — 0,86 м/км. Площа басейну 109 км².

## Розташування
Бере початок на південному сході від Високого.Тече переважно на північний захід понад Переділом, через Андроники і у Михайлівці впадає у річку Бреч, ліву притоку Снові.